# Бєлоусов Сергій Миколайович
Бєлоу́сов Сергі́й Микола́йович (18 березня 1897 — 11 липня 1985) — радянський історик, кандидат історичних наук (1947), директор Інституту історії України АН УРСР (1936—1941).

## Життєпис
Народився в Тулі, губернському місті Російської імперії (нині — обласний центр Російської Федерації) в родині робітника. Закінчив початкову школу, з 1909 року працював у зброярській майстерні, друкарні, на Тульському збройовому заводі.
З 1920 року — на партійно-комсомольській роботі. Навчався у Москві в Комуністичній академії (1924—1926) та Інституті червоної професури (1930—1933, відділення партійного будівництва та історії партії). У 1932—1933 роках — завідувач кафедри історії партії і партійного будівництва, в. о. професора 2-го Московського обласного комуністичного університету.
У лютому 1933 року призначений начальником політвідділу Грушківської МТС Одеської області. У 1934—1936 роках — секретар Бобринецького райкому КП(б)У Одеської області.
23 листопада 1936 року Політбюро ЦК КП(б)У, а 26 грудня того ж року — Президією АН УСРР призначений директором Інституту історії України. У 1937—1938 роках, за сумісництвом, — секретар парткому АН УРСР. За редакцією Бєлоусова Інститут історії України у 1937—1941 роках опублікував збірки статей з історії України, кілька випусків «Нарисів з історії України», тощо.
У липні 1941 року призваний до лав РСЧА, до липня 1946 року обіймав посаду начальника політвідділу 1-го Туркестанського військового кулеметного училища, підполковник.
Після демобілізації працював в Інституті історії України: старшим науковим співробітником, в. о. завідувача відділення історії радянського суспільства (1951—1955). За сумісництвом викладав в Інституті підвищення кваліфікації, викладав марксизм-ленінізм у Київському університеті. У 1947 році захистив кандидатську дисертацію на тему «УРСР у боротьбі за завершення будівництва соціалістичного суспільства. 1935 — червень 1941». Підданий критиці в постанові ЦК КП(б)У «Про політичні помилки й незадовільну роботу Інституту історії України АН УРСР» (29 серпня 1947).
Від 1964 року — на пенсії. Помер у м. Київ.

## Основні роботи
Автор близько 100 робіт, у тому числі:
- «Возз'єднання українського народу в єдиній Українській Радянській державі» (1951);
- «Відбудова і розвиток народного господарства та культури УРСР в четвертій сталінській п'ятирічці (1946—1950 рр.)» (1953);
- «КПРС — натхненник і організатор комуністичного будівництва на Україні» (1960) та ін.

## Нагороди
Нагороджений орденом Леніна (1934) і медалями.